# شوردرق انی
شوردرق انی یک روستا در ایران است که در دهستان اجارود شمالی واقع شده‌است.